# Comuna Bazarînți, Zbaraj
Bazarînți (în ucraineană Базаринці) este o comună în raionul Zbaraj, regiunea Ternopil, Ucraina, formată din satele Bazarînți (reședința), Ciornîi Lis, Malîi Hlîbociok și Tarasivka.

## Demografie
Componența lingvistică a comunei Bazarînți
     Ucraineană (98,89%)
     Rusă (1,11%)
Conform recensământului din 2001, majoritatea populației comunei Bazarînți era vorbitoare de ucraineană (98,89%), existând în minoritate și vorbitori de rusă (1,11%).